# مدار هوهمان الانتقالي

مدار هوهمان الانتقالي

يعرف مدار هوهمان الانتقالي في الميكانيك الفلكي بأنه مناورة مدارية تقوم بها المسبارات باستخدام محركين نبضيين. وقد سميت على اسم العالم الألماني والتر هوهمان الذي أصدر سنة 1925 وصف لها.

## الشرح
يبين الشكل انتقال مركبة فضائية عبر مدار هوهمان الانتقالي الذي ينقل المركبة الفضائية من مدار أدنى إلى آخر أعلى. ويساوي إلى نصف المدار الإهليلجي الذي يلامس المدار الدائري الأدنى الذي يرغب بالخروج منه والمدار الأعلى الذي يرغب بالدخول إليه. وينطلق المحرك في النقطة 2 حسب الرسم التوضيحي من أجل إنشاء تسارع يؤدي إلى اتباع مدار إهليلجي (على شكل قطع ناقص). وهذا يضيف طاقة إلى مدار المسبار. وعند وصول المسبار
إلى المدار الأعلى يجب أن تزداد سرعة المدار الإهليليجي مرة أخرى للوصلو إلى مسار دائري أعلى.
و في حالة المدارات العكسية يستخدم مدار هوهمان الانتقالي للوصول من مدار أعلى إلى آخر أدنى ليشتغل المحرك في اتجاه عكسي

## الحسابات
مجموع الطاقة اللازمة لانتقال جسم من مدار لآخر يتألف من طاقة حركية وطاقة كامنة
{\displaystyle E={\begin{matrix}{\frac {1}{2}}\end{matrix}}mv^{2}-{\frac {GMm}{r}}={\frac {-GMm}{2a}}\,}
حيث a نصف المحور الرئيسي
بحل المعادلة من أجل سرعة v
{\displaystyle v^{2}=\mu \left({\frac {2}{r}}-{\frac {1}{a}}\right)}
حيث
- {\displaystyle v\,\!} سرعة الجسم في المدار
- {\displaystyle \mu =GM\,\!} ثابت الجاذبية العام
- {\displaystyle r\,\!} مسافة الجسم عن المركز الأساسي
- {\displaystyle a\,\!} نصف المحور الرئيسي لمدار الجسم

و بذلك يصبح تغير السرعة اللازم
{\displaystyle \Delta v={\sqrt {\frac {\mu }{r_{1}}}}\left({\sqrt {\frac {2r_{2}}{r_{1}+r_{2}}}}-1\right)},
{\displaystyle \Delta v^{\prime }={\sqrt {\frac {\mu }{r_{2}}}}\left(1-{\sqrt {\frac {2r_{1}}{r_{1}+r_{2}}}}\,\!\right)},
حيث {\displaystyle r_{1}} and {\displaystyle r_{2}} على التوالي نصف قطر المدار الأدنى والأعلى
أما الزمن اللازم:
{\displaystyle t_{H}={\begin{matrix}{\frac {1}{2}}\end{matrix}}{\sqrt {\frac {4\pi ^{2}a_{H}^{3}}{\mu }}}=\pi {\sqrt {\frac {(r_{1}+r_{2})^{3}}{8\mu }}}}
حيث{\displaystyle a_{H}\,\!} طول نصف المحور الرئيسي لمدار هوهمان الانتقالي